# Darrers quartets de corda (Beethoven)
Els darrers sis quartets de corda de Beethoven, van ser les últimes de les seves grans composicions. Encara que van ser desestimades per músics i el públic de l'època, actualment són àmpliament considerats com unes de les composicions musicals més importants de la música occidental i han inspirat a molts compositors i músics. Ígor Stravinski descriu la Große Fuge com «absolutament contemporània, una obra musical que serà contemporània per sempre». Richard Wagner, a l'hora de reflexionar sobre el primer moviment del Quartet Op. 131, va dir que «revela el més malenconiós sentiment mai expressat en la música». Aquests quartets han estat interpretats i enregistrats per quartets de corda de tot el món.
Arturo Toscanini i Felix Weingartner, entre d'altres, han realitzat transcripcions per a orquestra de corda d'alguns dels darrers quartets de corda.

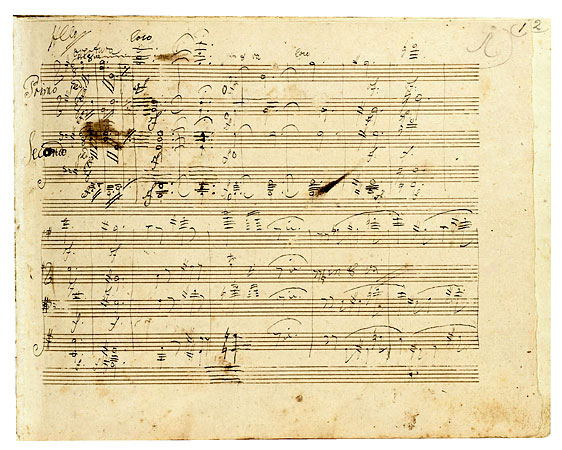
Manuscrit de la Große Fuge de Beethoven en un arranjament per a piano a quatre mans

## Obres
- Opus 127: Quartet de corda núm. 12, en mi bemoll major (1825)
- Opus 130: Quartet de corda núm. 13, en si bemoll major (1825)
- Opus 131: Quartet de corda núm. 14, en do sostingut menor (1826)
- Opus 132: Quartet de corda núm. 15, en la menor (1825)
- Opus 133: Große Fuge per a quartet de corda (1826; originalment era el moviment final del Quartet Op. 130; també existeix una transcripció per a piano a quatre mans, Op. 134)
- Opus 135: Quartet de corda Núm. 16 en fa major (1826)

## Descripció
El príncep Nikolai Galitzine va encarregar els tres primers dels darrers quartets (núms. 12, 13 i 15) en una carta amb data del 9 de novembre de 1822, i es va oferir a pagar Beethoven "el que vostè pensi adequat" per les tres obres. Beethoven va respondre el 25 de gener de 1823, amb el preu de 50 ducats per cada obra. Beethoven va compondre aquests quartets en l'ordre cronològic núms. 12, 15, 13, 14, 16. I va escriure simultàniament els quartets núms. 15 i 13.
Beethoven va escriure els últims quartets ja amb problemes importants de salut. L'abril de 1825 estava ajagut al llit, i es va mantenir malalt durant un mes. La malaltia o, més precisament, la seva recuperació, és recordada per haver donat lloc al moviment lent de la Quartet núm. 15, que Beethoven va anomenar "Cançó d'acció de gràcies a la divinitat a partir d'un fet així" ('Heiliger Dankgesang'). Va arribar a completar els quartets ara numerats com a 13, 14 i 16. L'última obra de Beethoven que es va completar va ser el moviment final del Quartet núm. 13, que va substituir la difícil Große Fuge.

## Avaluació
Aquests quartets anaven molt enllà musicalment parlant, i escapaven a la comprensió dels músics i el públic de l'època. Un músic va comentar sobre ells: «sabem que hi ha alguna cosa aquí, però no sabem què és». El compositor Ludwig Spohr els ha qualificat d'«indesxifrables, horrors incorregibles». L'opinió ha canviat considerablement des del moment de la seva primera desconcertada recepció.
Aquests sis quartets (i la Große Fuge) són considerats com unes de les més grans composicions musicals de tots els temps. El musicòleg Theodor Adorno, en particular, tenia una gran opinió d'ells, i Ígor Stravinski descriu la Große Fuge com «una obra musical que serà contemporània per sempre». Les seves formes i idees han inspirat i segueixen inspirant a músics i compositors com Richard Wagner i Béla Bartók. Wagner, a l'hora de reflexionar sobre el primer moviment del Quartet Op. 131, va destacar el grandiós sentiment malenconiós que expressa. L'últim desig musical de Schubert va ser escoltar el Quartet Op. 131, la qual cosa va fer el 14 de novembre de 1828, cinc dies abans de la seva mort. En escoltar una interpretació del quartet Op. 131, Schubert va comentar: "Després d'això, què queda per escriure?"
Per Beethoven, el favorit d'aquests quartets finals era el núm. 14, el Quartet en do sostingut menor, op. 131, que ha qualificat com la seva obra més perfecta.

## Enregistraments
Els conjunts que han gravat la integral dels últims quartets de corda de Beethoven inclouen:
- Alban Berg Quartett, EMI (enregistrament en estudi a principi dels anys 80; han venut més d'un milió de còpies). Alban Berg Quartet, EMI (rec. live 1989)
- Alexander String Quartet, Arte Nova. Alexander String Quartet, Foghorn Classics
- Amadeus Quartet, DG
- Artemis Quartett, Virgin Classics
- Barylli Quartet
- Beethoven Quartet, Melodiya (rec. 1951-1972)
- Belcea Quartet (2014). Els enregistraments són el testimoniatge fonogràfic de la profunda immersió beethoveniana realitzada pel quartet durant la temporada 2011-2012, quan van programar en viu el cicle complet al seu pas per diverses ciutats europees.
- Quartet Borodín, Chandos
- Brentano String Quartet
- Budapest String Quartet, Bridge (rec. 1941-60). Budapest String Quartet, Sony (rec. 1958-61)
- Busch Quartet, diversos segells discogràfics (rec. 1933-41; sense la Große Fuge)
- Cleveland Quartet, RCA (1970s). Cleveland Quartet, Telarc (1990s)
- Colorado Quartet, Parnassus (rec. 2004-06)
- Emerson String Quartet, DG 1997. Grammy 1998 a la millor interpretació de música de cambra.
- Endellion String Quartet, Warner Classics (2005-06)
- Fine Arts Quartet, Everest/Concert-Disc (rec. 1960-65)
- Gewandhaus-Quartett, New Classical Adventure (rec. live 1985-98)
- Guarneri Quartet, RCA, Philips
- Hagen Quartett, DG
- Hollywood String Quartet, Testament
- Hungarian Quartet, (1953 mico) EMI. Hungarian Quartet, (1960s stereo) EMI
- Quartetto Italiano, Decca. Enregistrament entre el 1967 i el 1975; va tenir una gran repercussió i és considerada com una de les interpretacions de referència dins del repertori.[11]
- Juilliard String Quartet, CBS studio, finals dels 60. Juilliard String Quartet, CBS (enregistrament en viu del 1982). Grammy 1985 a la millor interpretació de música de cambra.
- Kodály Quartet, Naxos
- LaSalle Quartet, DG (reeditat per Brilliant Classics)
- Leipziger Streichquartett, MDG
- Lindsays, ASV (1984) Premi Gramophone
- Lydian String Quartet, Centaur
- Medici Quartet, Nimbus
- Melos Quartett, DG, (1984)
- Orford String Quartet, Delos
- Orion String Quartet, Koch Classics (2008)
- Penderecki String Quartet, Marquis (2013)
- Petersen Quartett, Capriccio
- Prazak Quartet, Praga
- Smetana Quartet, Supraphon
- Suske Quartett, Berlin Classics
- Takács Quartet, Decca (2005)
- Talich Quartet, Calliope. La seva integral dels quartets és una de les versions de referència entre les existents i la van enregistrar entre finals dels anys 70 i començaments dels 80.
- Taneyev Quartet, Boheme
- Tokyo String Quartet, RCA (1993). Tokyo String Quartet, Harmonia Mundi (2010). Durant el seu 25è aniversari, el 1994, van fer una gira internacional on el quartet va tocar els quartets de corda de Beethoven complets.
- Vanbrugh Quartet, Intim Musik (1996)
- Vermeer Quartet, Teldec, (rec. 1984-89)
- Végh Quartet, (1952 Les Discophiles Français) Music & Arts. Vegh Quartet, (1972 Telefunken) Naïve-Astrée
- Wihan Quartet, Nimbus
- Yale Quartet, Vanguard